# Coupe d'Union soviétique de football 1944
Navigation
Édition 1939 Édition 1945
La Coupe d'Union soviétique 1944 est la 5e édition de la Coupe d'Union soviétique de football. Elle se déroule entre le 30 juillet et le 27 août 1944. C'est la première compétition nationale soviétique de football à être jouée depuis le début de la Seconde Guerre mondiale et la seule à se dérouler durant l'année 1944.
La finale se joue le 27 août 1944 au stade Dynamo de Moscou et voit la victoire du Zénith Léningrad, déjà finaliste lors de l'édition 1939, qui remporte sa première coupe nationale aux dépens du CDKA Moscou. Il devient par ailleurs le premier club non-moscovite à l'emporter.

## Format
Un total de 24 équipes prennent part à la compétition. Celle-ci se déroule sur cinq tours, allant du premier tour à la finale. Chaque confrontation prend la forme d'une rencontre unique jouée sur la pelouse d'une des deux équipes. En cas d'égalité à l'issue du temps réglementaire d'un match, une prolongation est jouée. Si celle-ci ne suffit pas à départager les deux équipes, le match est rejoué ultérieurement.

## Résultats

### Premier tour
Les rencontres de ce tour sont jouées entre le 30 juillet et le 2 août 1944.
| Date            | Locaux                    | Score   | Visiteurs          |
| --------------- | ------------------------- | ------- | ------------------ |
| 30 juillet 1944 | Krylia Sovetov Kouïbychev | 1 - 5   | Lokomotiv Moscou   |
| 30 juillet 1944 | Zénith Taganrog           | 1 - 5   | Dinamo Bakou       |
| 30 juillet 1944 | Dinamo Tbilissi           | forfait | Spartak Erevan     |
| 30 juillet 1944 | CDKA Moscou               | 5 - 0   | Traktor Stalingrad |
| 30 juillet 1944 | Stakhanovets Stalino      | 1 - 5   | Dynamo-2 Moscou    |
| 30 juillet 1944 | Zénith Sverdlovsk         | 2 - 11  | Dinamo Léningrad   |
| 30 juillet 1944 | Zénith Léningrad          | 3 - 1   | Dynamo Moscou      |
| 30 juillet 1944 | Traktor Tcheliabinsk      | 2 - 11  | DKA Novossibirsk   |

### Huitièmes de finale
Les rencontres de ce tour sont jouées entre le 30 juillet et le 7 août 1944.
| Date            | Locaux             | Score    | Visiteurs                |
| --------------- | ------------------ | -------- | ------------------------ |
| 30 juillet 1944 | Dinamo Ivanovo     | 0 - 6    | Krylia Sovetov Moscou    |
| 6 août 1944     | Lokomotiv Kharkov  | 2 - 3    | Aviautchilichtche Moscou |
| 6 août 1944     | CDKA Moscou        | 5 - 0    | Lokomotiv Moscou         |
| 6 août 1944     | DKA Novossibirsk   | 1 - 5    | Dinamo Léningrad         |
| 6 août 1944     | Dynamo-2 Moscou    | 0 - 0 ap | Zénith Léningrad         |
| 7 août 1944     | Dynamo-2 Moscou    | 0 - 1    | Zénith Léningrad         |
| 6 août 1944     | Dynamo Kiev        | 1 - 2 ap | Spartak Moscou           |
| 6 août 1944     | Dinamo Bakou       | 2 - 1    | Dinamo Tbilissi          |
| 6 août 1944     | Torpedo Gorki (ru) | 2 - 3    | Torpedo Moscou           |

### Quarts de finale
Les rencontres de ce tour sont jouées entre le 12 et le 16 août 1944.
| Date         | Locaux           | Score | Visiteurs                |
| ------------ | ---------------- | ----- | ------------------------ |
| 12 août 1944 | Torpedo Moscou   | 2 - 1 | Krylia Sovetov Moscou    |
| 12 août 1944 | Spartak Moscou   | 1 - 0 | Aviautchilichtche Moscou |
| 13 août 1944 | Dinamo Léningrad | 1 - 4 | CDKA Moscou              |
| 16 août 1944 | Zénith Léningrad | 1 - 0 | Dinamo Bakou             |

### Demi-finales
Les rencontres de ce tour sont jouées entre le 20 et le 23 août 1944.
| Date         | Locaux         | Score    | Visiteurs        |
| ------------ | -------------- | -------- | ---------------- |
| 20 août 1939 | CDKA Moscou    | 3 - 2    | Torpedo Moscou   |
| 22 août 1939 | Spartak Moscou | 2 - 2 ap | Zénith Léningrad |
| 23 août 1939 | Spartak Moscou | 0 - 1 ap | Zénith Léningrad |

### Finale
| ·              |                            |     |
| Titulaires :   |                            |     |
|                |                            |     |
|                | Vladimir Nikanorov         |     |
|                | Aleksandr Prokhorov (ru)   |     |
|                | Ivan Kotchetkov (ru)       |     |
|                | Konstantin Liaskovski (ru) |     |
|                | Aleksandr Vinogradov       | 53e |
|                | Ivan Chtcherbakov (ru)     |     |
|                | Alekseï Grinine (en)       |     |
|                | Valentin Nikolaïev         |     |
|                | Grigori Fedotov            |     |
|                | Piotr Chtcherbatenko (ru)  |     |
|                | Vladimir Diomine (en)      |     |
|                |                            |     |
| Remplaçants :  |                            |     |
|                | Vladimir Chlytchkov (ru)   | 53e |
|                |                            |     |
| Entraîneur :   |                            |     |
| Boris Arkadiev |                            |     |

| ·                        |                           |
| Titulaires :             |                           |
|                          |                           |
|                          | Leonid Ivanov             |
|                          | Nikolaï Kopous (ru)       |
|                          | Ivan Kourtenkov (ru)      |
|                          | Alekseï Pchenitchny (ru)  |
|                          | Viktor Bodrov (ru)        |
|                          | Alekseï Iablotchkine (ru) |
|                          | Boris Levine-Kogan (en)   |
|                          | Nikolaï Smirnov (ru)      |
|                          | Boris Tchoutchelov (ru)   |
|                          | Alekseï Larionov (ru)     |
|                          | Sergueï Salnikov          |
|                          |                           |
| Entraîneur :             |                           |
| Konstantin Lemechev (en) |                           |

| ·              |                            |     |
| Titulaires :   |                            |     |
|                |                            |     |
|                | Vladimir Nikanorov         |     |
|                | Aleksandr Prokhorov (ru)   |     |
|                | Ivan Kotchetkov (ru)       |     |
|                | Konstantin Liaskovski (ru) |     |
|                | Aleksandr Vinogradov       | 53e |
|                | Ivan Chtcherbakov (ru)     |     |
|                | Alekseï Grinine (en)       |     |
|                | Valentin Nikolaïev         |     |
|                | Grigori Fedotov            |     |
|                | Piotr Chtcherbatenko (ru)  |     |
|                | Vladimir Diomine (en)      |     |
|                |                            |     |
| Remplaçants :  |                            |     |
|                | Vladimir Chlytchkov (ru)   | 53e |
|                |                            |     |
| Entraîneur :   |                            |     |
| Boris Arkadiev |                            |     |

| ·                        |                           |
| Titulaires :             |                           |
|                          |                           |
|                          | Leonid Ivanov             |
|                          | Nikolaï Kopous (ru)       |
|                          | Ivan Kourtenkov (ru)      |
|                          | Alekseï Pchenitchny (ru)  |
|                          | Viktor Bodrov (ru)        |
|                          | Alekseï Iablotchkine (ru) |
|                          | Boris Levine-Kogan (en)   |
|                          | Nikolaï Smirnov (ru)      |
|                          | Boris Tchoutchelov (ru)   |
|                          | Alekseï Larionov (ru)     |
|                          | Sergueï Salnikov          |
|                          |                           |
| Entraîneur :             |                           |
| Konstantin Lemechev (en) |                           |